# Tranøy

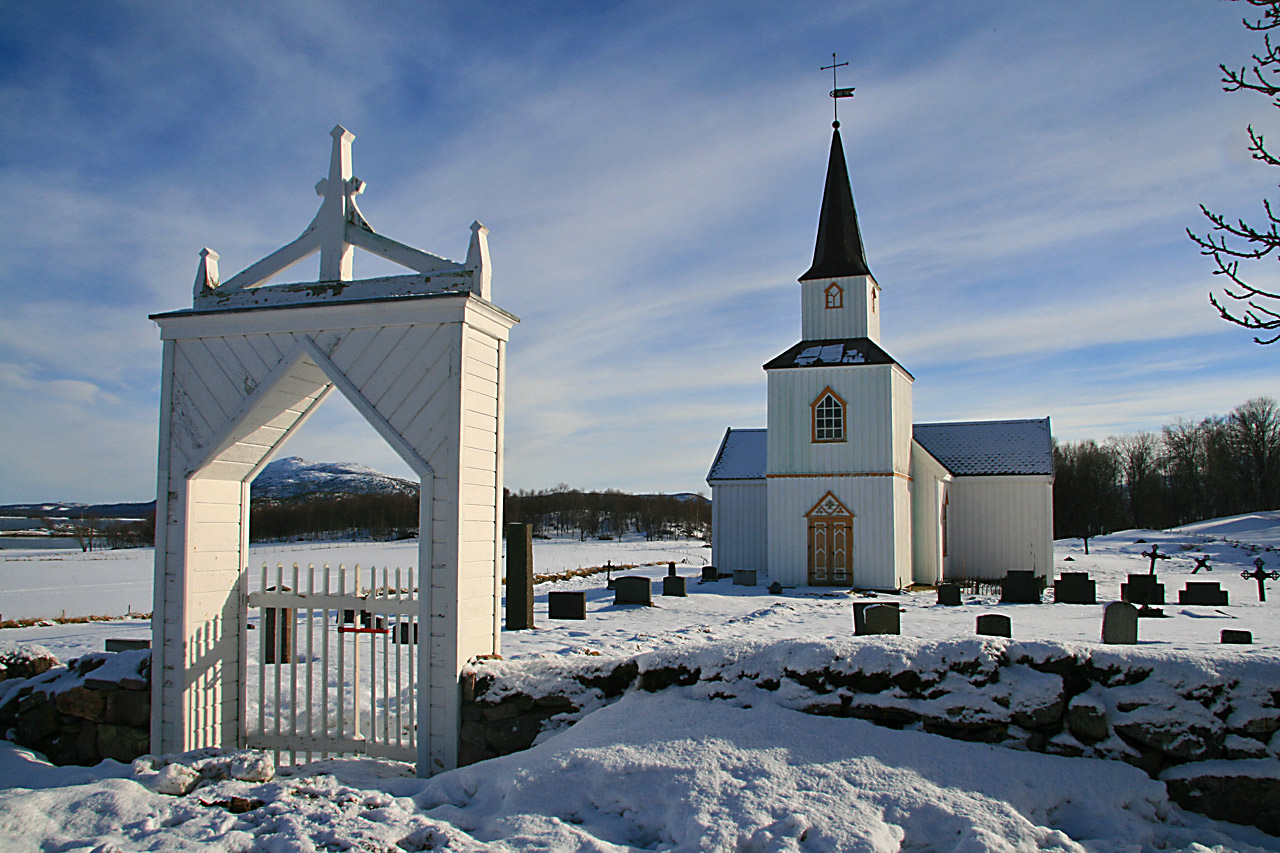
Holzkirche auf Tranøy

Tranøy (samisch Ránáidsullo) ist eine ehemalige Kommune in der nord-norwegischen Provinz (Fylke) Troms. Sie ging im Rahmen der Kommunalreform in Norwegen in die neu geschaffene Gemeinde Senja über.
Die Kommune liegt auf der Südseite der Insel Senja, am Nordufer des Tranøyfjords und des Solbergfjords, im Nordmeer. Verwaltungssitz war der Ort Vangsvik im Osten der ehemaligen Kommune; der andere Hauptort ist Stonglandseid (Eid) am Fuß der Halbinsel Stongland im Westen. Die namensgebende vorgelagerte Insel Tranøy ist heute unbewohnt; die sehenswerte Holzkirche seines Dorfes ist erhalten.